# Nazionale maschile di pallavolo della Repubblica Democratica Tedesca
La nazionale maschile di pallavolo della Germania dell'Est è stata una squadra europea, attiva fino al 1989, composta dai migliori giocatori di pallavolo della Germania dell'Est ed è stata posta sotto l'egida della Federazione pallavolistica della Germania dell'Est.

## Risultati

### Competizioni FIVB
| 1964 | non qualificata | -            |
| 1968 | 4º posto        | Convocazioni |
| 1972 | 2º posto        | Convocazioni |
| 1976 | non qualificata | -            |
| 1980 | non qualificata | -            |
| 1984 | non qualificata | -            |
| 1988 | non qualificata | -            |

| 1949 | non qualificata | -            |
| 1952 | non qualificata | -            |
| 1956 | 12º posto       | Convocazioni |
| 1960 | non qualificata | -            |
| 1962 | 11º posto       | Convocazioni |
| 1966 | 4º posto        | Convocazioni |
| 1970 | 1º posto        | Convocazioni |
| 1974 | 4º posto        | Convocazioni |
| 1978 | 9º posto        | Convocazioni |
| 1982 | 12º posto       | Convocazioni |
| 1986 | non qualificata | -            |

| 1965 | 5º posto        | Convocazioni |
| 1969 | 1º posto        | Convocazioni |
| 1977 | non qualificata | -            |
| 1981 | non qualificata | -            |
| 1985 | non qualificata | -            |
| 1989 | non qualificata | -            |

### Competizioni CEV
| 1948 | non qualificata | -            |
| 1950 | non qualificata | -            |
| 1951 | non qualificata | -            |
| 1955 | non qualificata | -            |
| 1958 | 9º posto        | Convocazioni |
| 1963 | 9º posto        | Convocazioni |
| 1967 | 4º posto        | Convocazioni |
| 1971 | 4º posto        | Convocazioni |
| 1975 | 7º posto        | Convocazioni |
| 1977 | 9º posto        | Convocazioni |
| 1979 | 9º posto        | Convocazioni |
| 1981 | 6º posto        | Convocazioni |
| 1983 | 6º posto        | Convocazioni |
| 1985 | non qualificata | -            |
| 1987 | non qualificata | -            |
| 1989 | 9º posto        | Convocazioni |